# 浅川町 (北九州市)
浅川町（あさかわまち）は福岡県北九州市八幡西区の町。住居表示実施済み。郵便番号は807-0879。

## 地理
八幡西区の西部北端に位置し、東西に大字浅川 (北九州市)、南に浅川日の峯と接し、北に若松区と接する。

### 河川
- 一級河川 江川
- 普通河川 宿ノ内川

## 地域の特徴
町域の東部を宿ノ内川が北流し、北端を流れる江川と合流する。コの字の形をしており、概ね平坦な住宅地である。
南部に浅川小学校が、北東部に浅川町公民館がある。

## 歴史
この辺りはかつて大字浅川の字、宿ノ内と呼ばれていた。

### 沿革
- 1997年（平成9年）6月1日 - 浅川町新設[4][5]

### 町名の変遷
| 実施内容          | 実施年月日              | 実施後 | 実施前         |
| ----------------- | ----------------------- | ------ | -------------- |
| 町名新設 住居表示 | 1997年（平成9年）6月1日 | 浅川町 | 大字浅川の一部 |

## 世帯数と人口
2025年（令和7年）3月31日現在（北九州市発表）の世帯数と人口は以下の通りである。
| 町     | 世帯数  | 人口  |
| ------ | ------- | ----- |
| 浅川町 | 215世帯 | 489人 |

### 人口の変遷
国勢調査による人口の推移。
| 1995年（平成7年）  | - 人  | [ 6 ]  |  |
| 2000年（平成12年） | 465人 | [ 7 ]  |  |
| 2005年（平成17年） | 483人 | [ 8 ]  |  |
| 2010年（平成22年） | 533人 | [ 9 ]  |  |
| 2015年（平成27年） | 477人 | [ 10 ] |  |
| 2020年（令和2年）  | 474人 | [ 11 ] |  |

### 世帯数の変遷
国勢調査による世帯数の推移。
| 1995年（平成7年）  | - 世帯  | [ 6 ]  |  |
| 2000年（平成12年） | 176世帯 | [ 7 ]  |  |
| 2005年（平成17年） | 185世帯 | [ 8 ]  |  |
| 2010年（平成22年） | 195世帯 | [ 9 ]  |  |
| 2015年（平成27年） | 181世帯 | [ 10 ] |  |
| 2020年（令和2年）  | 194世帯 | [ 11 ] |  |

## 学区
市立小・中学校に通う場合、学区は以下の通りとなる。
| 町     | 街区 | 小学校               | 中学校               |
| ------ | ---- | -------------------- | -------------------- |
| 浅川町 | 全域 | 北九州市立浅川小学校 | 北九州市立浅川中学校 |

## 交通

### バス
域内のバス停と系統は以下のとおりである。
| 運行事業者 | 運行事業者 | 北九州市交通局 | 北九州市交通局 | 北九州市交通局 | 北九州市交通局 | 北九州市交通局 |
| 系統       | 系統       | 11             | 54             | 70             | 90             | 91             |
| 停留所     | 浅川橋     | ○              | ○              | ○              | ○              | ○              |

## 施設

### 公共施設
- 浅川町公民館

### 教育施設
- 北九州市立浅川小学校

### 公園
- 浅川1号公園
- 浅川5号公園